# John Ruskin

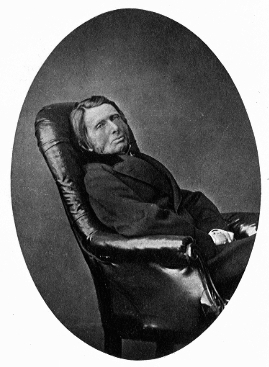
John Ruskin 1874, sfotografował Lewis Carroll

John Ruskin (ur. 8 lutego 1819 w Londynie, zm. 20 stycznia 1900 w Brantwood) – angielski pisarz, poeta i artysta, najbardziej znany jako krytyk sztuki i krytyk społeczny. Jego książka Współcześni malarze (Modern Painters) przyczyniła się do popularności malarza Williama Turnera i ruchu prerafaelitów.

## Życiorys
Ruskin urodził się w Londynie, dzieciństwo spędził głównie w Croydon. Odbył studia na uniwersytecie w Oxfordzie (w Christ Church College), gdzie zdobył nagrodę za twórczość poetycką. Tam też spotkał się z Turnerem, pracował również z artystami takimi jak Rossetti, Millais, Holman Hunt, John Brett i John William Inchbold. Millais później ożenił się z Effie Gray, wcześniej żoną Ruskina.
Jego późniejsze dzieła były inspiracją powstania Arts and Crafts Movement i stowarzyszenia ochrony zabytków (Society for the Protection of Ancient Buildings, 1877).
Początkowo nauczał w Londynie, później na Uniwersytecie Oksfordzkim. Jego imię nosi jeden z college'ów w Oxfordzie.
Po śmierci ojca – bogatego handlarza winem – Ruskin ogłosił, że nie jest możliwe być bogatym socjalistą i rozdał większość swojej fortuny organizacjom oświatowym w Anglii.
Na Florydzie (USA) powstał uniwersytet jego imienia.
Dzieła Ruskina tłumaczył na francuski Marcel Proust, wywarły one mocny wpływ na późniejszą twórczość tego francuskiego powieściopisarza.

## Dorobek pisarski
- "Współcześni malarze" (Modern Painters)
- "The Stones of Venice" (1851)

Tłumaczenia na język polski
- The King of the Golden River, or The Black Brothers (1841) – Król Złotej Rzeki albo Czarni Bracia: legenda styryjska; przeł. Wanda Peszke; il. Julitta Karwowska, Nasza Księgarnia, Warszawa, 1969
- "The Crown of Wild Olive", 1866 r. – "Gałązka dzikiej oliwy". Cztery akty, Warszawa 1900; przeł. Wojciech Szukiewicz
- "The Queen of the Air: Being a study of the Greek Myths of Cloud and Storm", 1869 r. – "Królowa powietrza", Warszawa 1901; przeł. Wojciech Szukiewicz
- "Sesame and Lilies", 1864–1865 r. – "Sezam i lilje", Warszawa 1900; przeł. Wojciech Szukiewicz
- The Ethics of the Dust: Ten Lectures to Little Housewives on the Elements of Crystallisation (1866) - Etyka pyłków: dziesięć odczytów o zasadach krystalizacji, Warszawa, Łódź 1901; przeł. Wojciech Szukiewicz
- Sztuka, społeczeństwo, wychowanie, Wyd. PAN, Warszawa 1977.